# Cosmo Lady

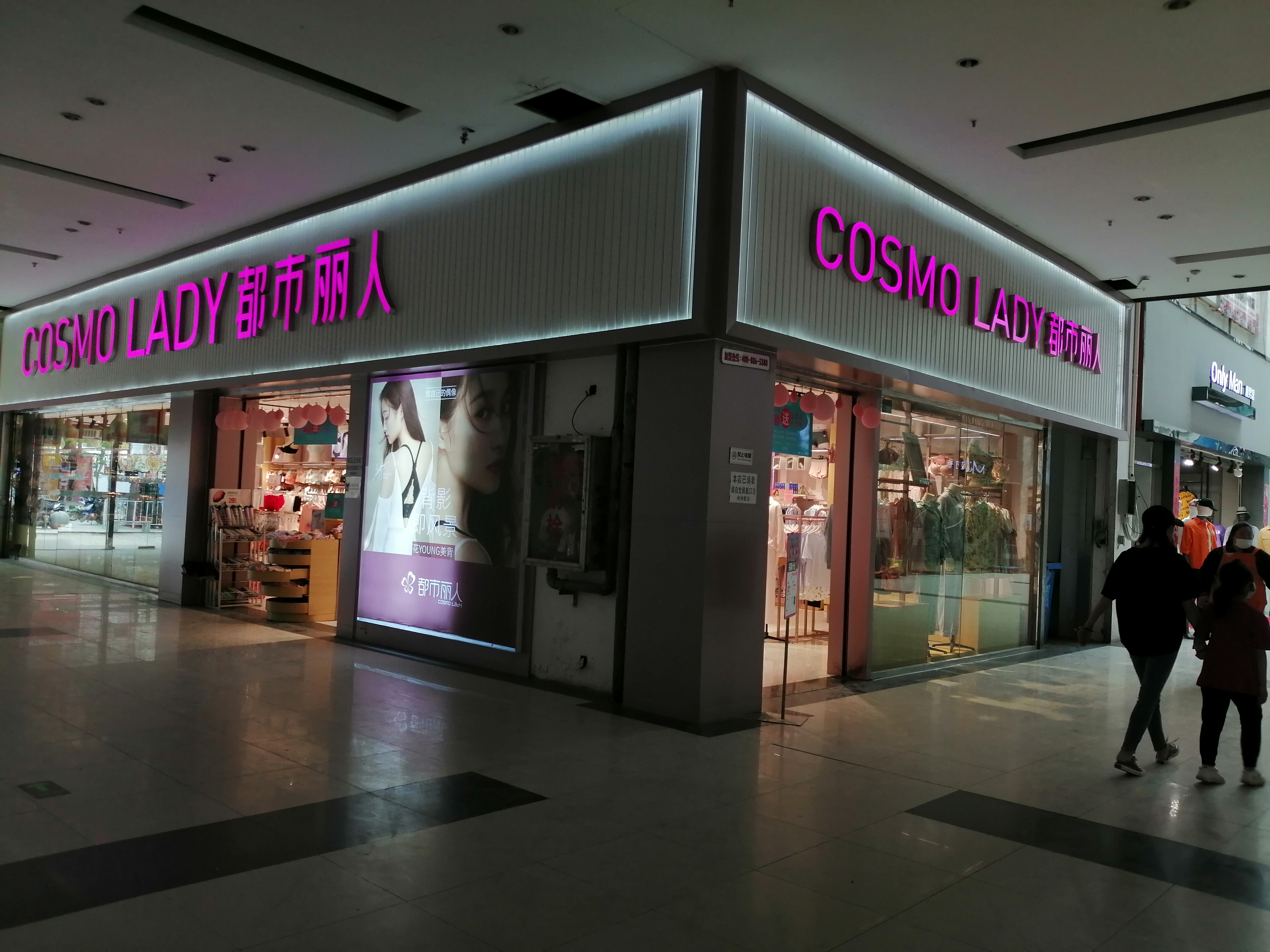
Cửa hàng tại Tô Châu

Cosmo Lady (China) Holdings (HKSE: 2298), tên gọi kinh doanh là Cosmo Lady) là một công ty Trung Quốc, có trụ sở chính tại Đông Hoản , sản xuất đồ lót; Tính đến năm 2019, nó là công ty lớn nhất trong nước.

## Lịch sử
Thương hiệu được thành lập vào năm 1998 và công ty hiện tại được thành lập vào năm 2009.
Năm 2014, công ty đã xem xét các bước để bắt đầu bán các sản phẩm đồ lót cho người tiêu dùng nam giới. Năm đó, công ty đã phát hành cổ phiếu lần đầu ra công chúng và có hiệu lực vào ngày 26 tháng 6 năm 2014, được niêm yết trên hội đồng quản trị chính của Sở Giao dịch Chứng khoán Hồng Kông (HKSE).
Năm 2019, dự kiến lỗ 140 triệu USD và có thể có kế hoạch đóng cửa các cửa hàng bán lẻ.

### Tiến thoái lưỡng nan
Kể từ năm 2015, mua sắm trực tuyến đã làm xói mòn mặt tiền cửa hàng thực. Tất cả các cửa hàng mỹ phẩm đô thị ở Trung Quốc đại lục đều bị sụt giảm doanh thu. Nhiều công ty đã cải tổ và công bố Đài Loan Lâm Chí Linh như đại sứ thương hiệu. Theo báo cáo tài chính, giá cổ phiếu năm 2015 từng đạt mức 8 đô la Hồng Kông., nhưng 5 năm sau, giá cổ phiếu vào năm 2020 sẽ là 0,8 nhân dân tệ hoặc thậm chí thấp hơn một thời gian, giảm 90%. Trong năm tài chính 2019, khoản lỗ 1,298 tỷ nhân dân tệ bùng phát về việc mất một lần lợi nhuận ròng trong 5 năm và tỷ lệ lợi nhuận gộp giảm từ 41% xuống 22% so với năm trước, điều này gây ra câu hỏi về tính toàn vẹn của thị trường. Báo cáo chỉ ra rằng họ đã hoàn trả 738 triệu nhân dân tệ trong một lần. Hàng tồn kho và miễn trừ số tiền 327 triệu nhân dân tệ còn nợ từ khách hàng là lý do chính, nhưng nó không thể giải thích cho nghi vấn về sự suy giảm khả năng hoạt động của công ty bởi các nhà đầu tư. Số lượng quần áo tồn kho nhiều như vậy đồng nghĩa với việc sai sót sản xuất và đánh giá thị trường trong thời gian dài.
Trên thực tế, báo cáo tài chính cho thấy doanh thu bán hàng của công ty đã giảm 9% trong năm 2016. Những nguy cơ tiềm ẩn đã xảy ra trong năm đó, cho thấy phương hướng kinh doanh sai lầm. Lợi nhuận ròng đã bị giảm xuống 240 triệu nhân dân tệ. Kỳ quay vòng hàng tồn kho đã Tăng từ 92 ngày của năm 2015 lên 142 ngày. Đồng thời, không có thay đổi vào năm 2016. Đồ lót hình tròn bắt đầu phổ biến. Cosmo Lady luôn rơi vào trạng thái bị động, có thể do khoảng cách phát triển sản phẩm và khả năng sản xuất hàng loạt. Quá trình phát triển cho đến năm 2019, toàn bộ dòng sản phẩm phải đối mặt với sự sụt giảm doanh số khủng.
Công ty chỉ ra một loạt các biện pháp cải cách bắt đầu từ năm 2020. Quan Hiểu Đồng thay Lâm Chí Linh làm người phát ngôn của công ty, quay lại tập trung vào các sản phẩm thiết thực và chức năng, tăng cường đầu tư vào thương mại điện tử, thay đổi phong cách cửa hàng sang chủ đề mới và bổ nhiệm Xiao Jiale với tư cách là Giám đốc điều hành mới và một nhóm các nhà quản lý cấp cao Mới, và nhiều cải cách mới. Phân tích của Tài chính Sina tin rằng thành công của Metro Cosmo Lady hồi đó có nền tảng và bước đột phá của nó. Tương tự như cửa hàng giày Daphne, trang trí cửa hàng sáng sủa và hợp thời trang tương phản với nhiều cửa hàng quần áo thô sơ ở Đại lục vào thời điểm đó, cộng với rất nhiều tiền. Việc tìm kiếm sự chứng thực cho phong cách gợi cảm của Lâm Chí Linh đối với các sản phẩm đồ lót giá cả phải chăng là nguyên bản, nhưng nó không thay đổi theo thời đại. Thế hệ thanh niên mới không còn nghĩ rằng Đài Loan là nước đi đầu trong lĩnh vực thời trang, đồng thời, hình ảnh một nữ thần cao quý là không có cơ sở, và tiêu dùng Khách khi bước vào cửa hàng nhận thấy rằng hầu hết các cửa hàng đều nhỏ và không thể mang cảm giác của một nữ thần, và hình ảnh thương hiệu của họ dần trở nên tiêu cực. Cuộc khảo sát thị trường cho thấy một thế hệ mới của cư dân mạng với tư cách là nhóm thanh niên nòng cốt thường cho rằng mỹ nhân thành thị có nhiều "nét của người già", chẳng hạn như không hiểu về thời trang nhanh, yêu thích thẩm mỹ ren, cách mạng xã hội hiến kế, chẳng hạn như mất các chủ đề hàng đầu và ý thức Khác biệt với những người bán hàng rong ngày càng ít đồ lót dẫn đến thị trường thanh niên giảm sút mạnh, trong khi thế hệ già của Trung Quốc trước đây, phụ nữ không còn khái niệm theo đuổi trang phục gợi cảm, và phụ nữ trung niên không còn nghĩ rằng Hồng Kông và các nữ diễn viên Đài Loan tượng trưng cho sự quốc tế và thời thượng, vì vậy họ bị mất hút trong tất cả các nhóm khách hàng .